# Kirche Marnitz

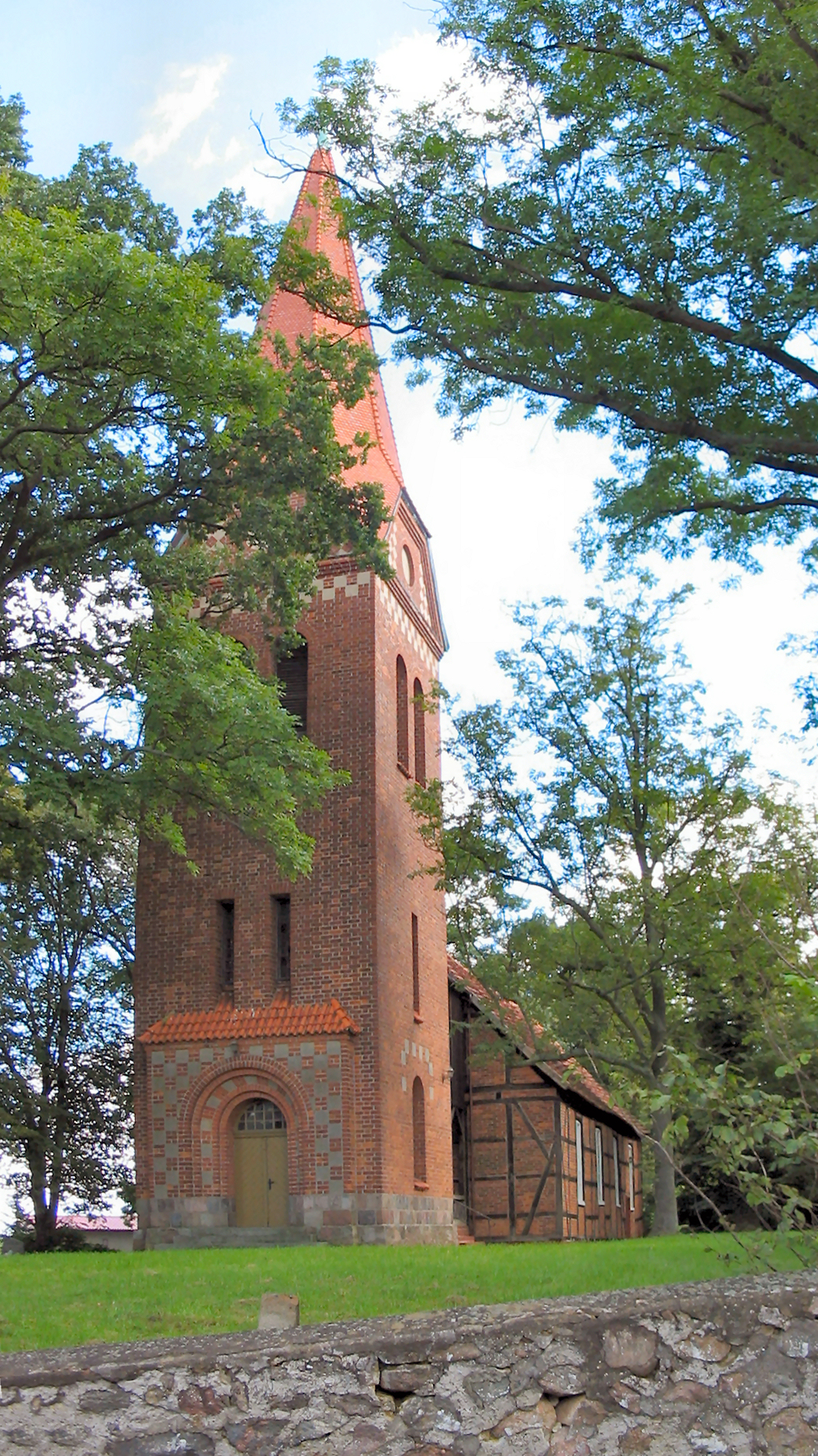
Kirche Marnitz

Die evangelische Kirche Marnitz ist eine Saalkirche in Marnitz, einem Ortsteil der Gemeinde Ruhner Berge im Landkreis Ludwigslust-Parchim in Mecklenburg-Vorpommern. Die Kirchengemeinde gehört zur Propstei Parchim im Kirchenkreis Mecklenburg der Evangelisch-Lutherischen Kirche in Norddeutschland. Die offizielle Bezeichnung in der Landesdenkmalliste lautet: Kirche mit Mauer, Grabstein „S.D. 1832“.

## Lage
Die Bundesstraße 321 führt von Nordwesten kommend in südöstlicher Richtung durch den Ort. Von ihr zweigt die Ringstraße zunächst nach Nordosten und anschließend ringförmig wieder auf die B 321 führend ab. Nordöstlich dieser Straße steht die Kirche auf einem Grundstück, das mit einer Mauer aus unbehauenen und nicht lagig geschichteten Feldsteinen eingefriedet ist. Das Grundstück kann auf seiner südwestlichen Seite durch ein Tor aus Backsteinpfeilern betreten werden.

## Geschichte
Marnitz wurde 1275 erstmals urkundlich erwähnt. Im 18. Jahrhundert entstand dort aus Fachwerk ein Sakralbau mit einem hölzernen Kirchturm. Die Kirchweihe fand am 27. Februar 1785 statt. Zu Beginn des 20. Jahrhunderts wollte der Mecklenburgische Großherzog Friedrich Franz IV. der Gemeinde eine neue Kirche stiften. Der hölzerne Turm wurde abgerissen und im Jahr 1913 durch einen Neubau ersetzt. Mit dem Beginn des Ersten Weltkrieges mussten die Arbeiten beendet und der neu errichtete Kirchturm mit Hilfe eines hölzernen Übergangs mit dem noch vorhandenen Schiff verbunden werden.
Die Kirche wird seit 2014 saniert. Geplant ist, dabei einen Gemeinderaum für kulturelle Veranstaltungen einzurichten.

## Baubeschreibung

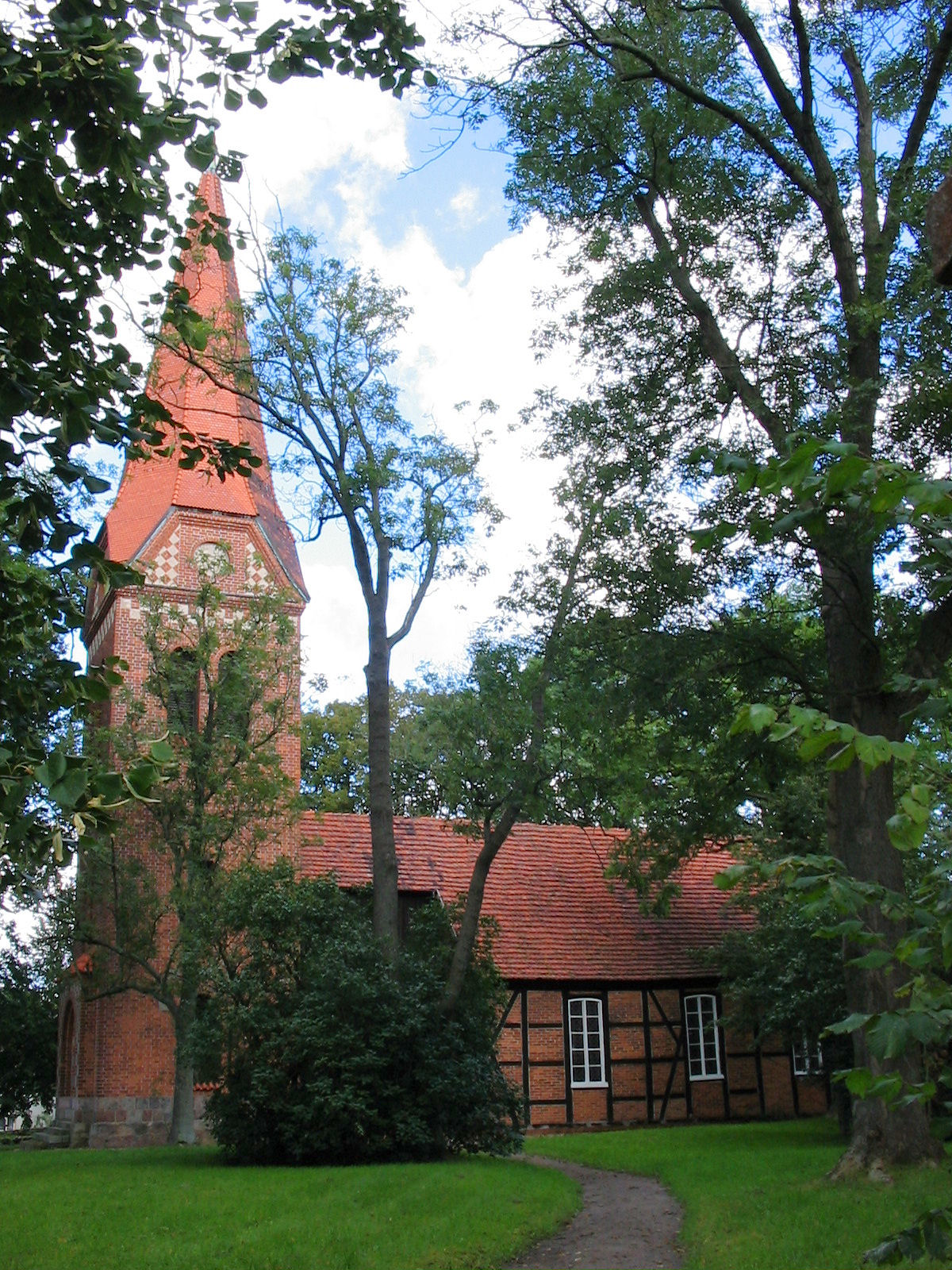
Ansicht von Süden

Das Kirchenschiff hat einen rechteckigen Grundriss und wurde aus Fachwerk erstellt, dessen Gefach mit rötlichem Mauerstein besteht. An der Ostwand sowie an den Gebäudeecken ist die Figur Wilder Mann dargestellt. An der Südseite sind mehrere, bienenkorbförmige Fenster, die sich annähernd über die gesamte Höhe des Bauwerks erstrecken. Zwischen Schiff und Turm befindet sich ein hölzerner, offener Zwischenbau mit einer Länge von ungefähr fünf Metern. Das Schiff trägt ein schlichtes Satteldach, das auch den Zwischenbau überspannt und das nach Osten hin abgewalmt ist.
Der Kirchturm hat einen quadratischen Grundriss, ist gegenüber dem Schiff eingezogen und wurde auf einem Sockel mit sorgfältig behauenen Feldsteinen errichtet. Der Turm kann durch ein großes und prachtvoll geschmücktes Portal von Westen her betreten werden. An der Nord- und Südseite befinden sich im Erdgeschoss je ein großes Rundbogenfenster, im Glockengeschoss an jeder Seite je zwei große und ebenfalls rundbogenförmige Klangarkaden. In der Turmwand sind Fliesen eingelassen, die den Heiligen Georg zeigen. Oberhalb ist ein achtfach geknickter Turmhelm mit je einer Turmuhr pro Seite.

## Ausstattung

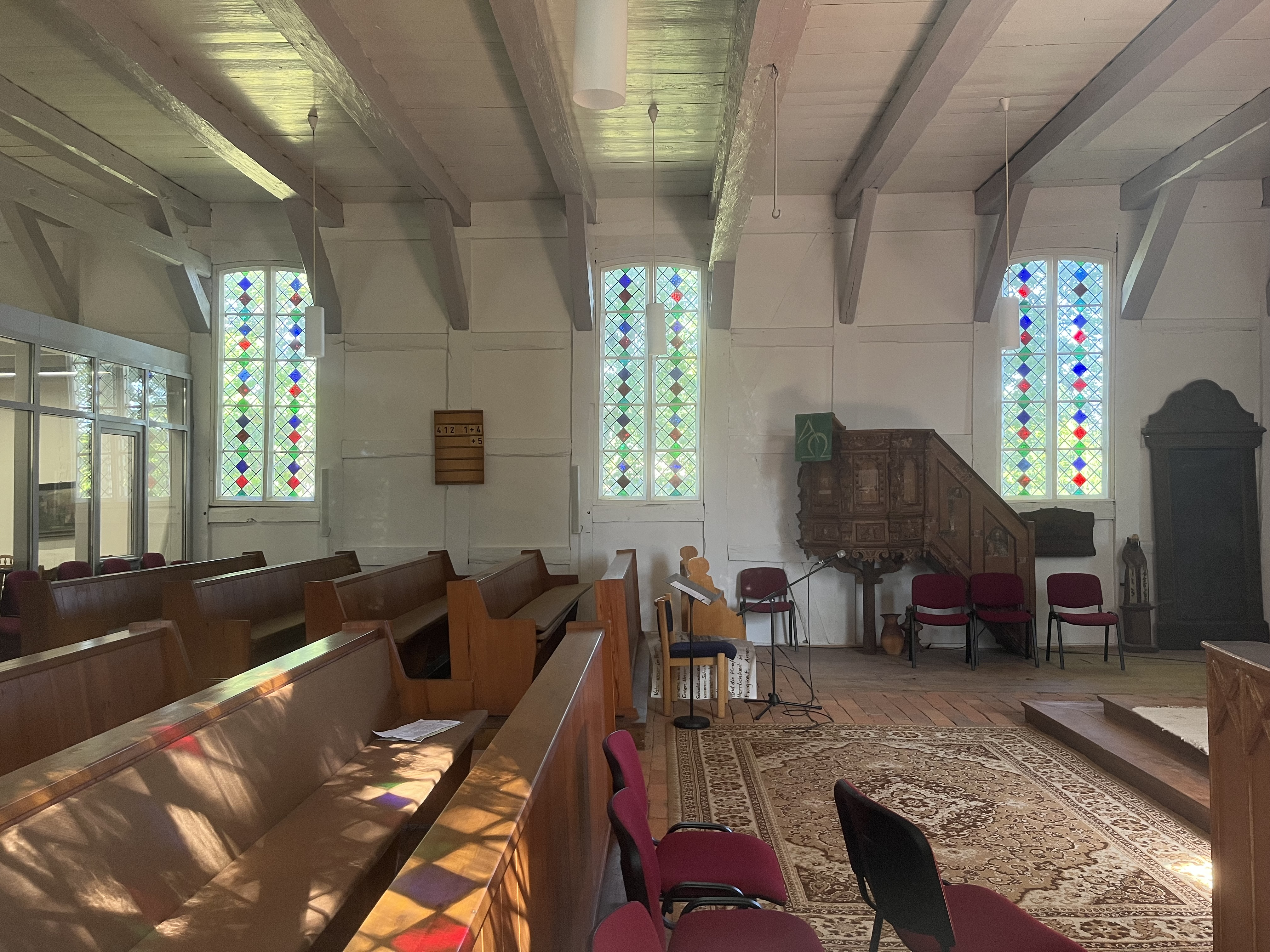
Blick in den Innenraum

Der Altar wird im Dehio-Handbuch als „schlicht“ bezeichnet und stammt aus der Bauzeit. Er besteht aus einem säulenartigen Aufbau mit seitlichen Wangen. In der Predella ist das Abendmahl Jesu zu sehen, im Altarblatt die Kreuzigung Christi, darüber umrankende Rosen. Diese wurden aus Pappmaché im Jahr 1756 in der Ludwigsluster Carton-Fabrique hergestellt, die auch das Schloss Ludwigslust ausstatte. Im Altarauszug ist das Auge der Vorsehung abgebildet.
Der hölzerne Kanzelkorb ist in Formen der Renaissance gearbeitet und wird von einer Mosesfigur getragen. Zwischen den Bogenfeldern, die zu einem späteren Zeitpunkt mit Wappen bemalt wurden, sind Engelsköpfe und Hermespilaster zu sehen. Es handelt sich um eine Stiftung aus dem Jahr 1648. Auf der schlichten Westempore mit hochrechteckigen Brüstungsfeldern steht eine Orgel, die Wolfgang Nußbücker im Jahr 1981 anfertigte. Das Instrument besitzt ein Manual mit Pedal. Der Innenraum ist flach gedeckt; im Turm hängt eine Glocke aus Bronze.